# Mount Gambier (stad)

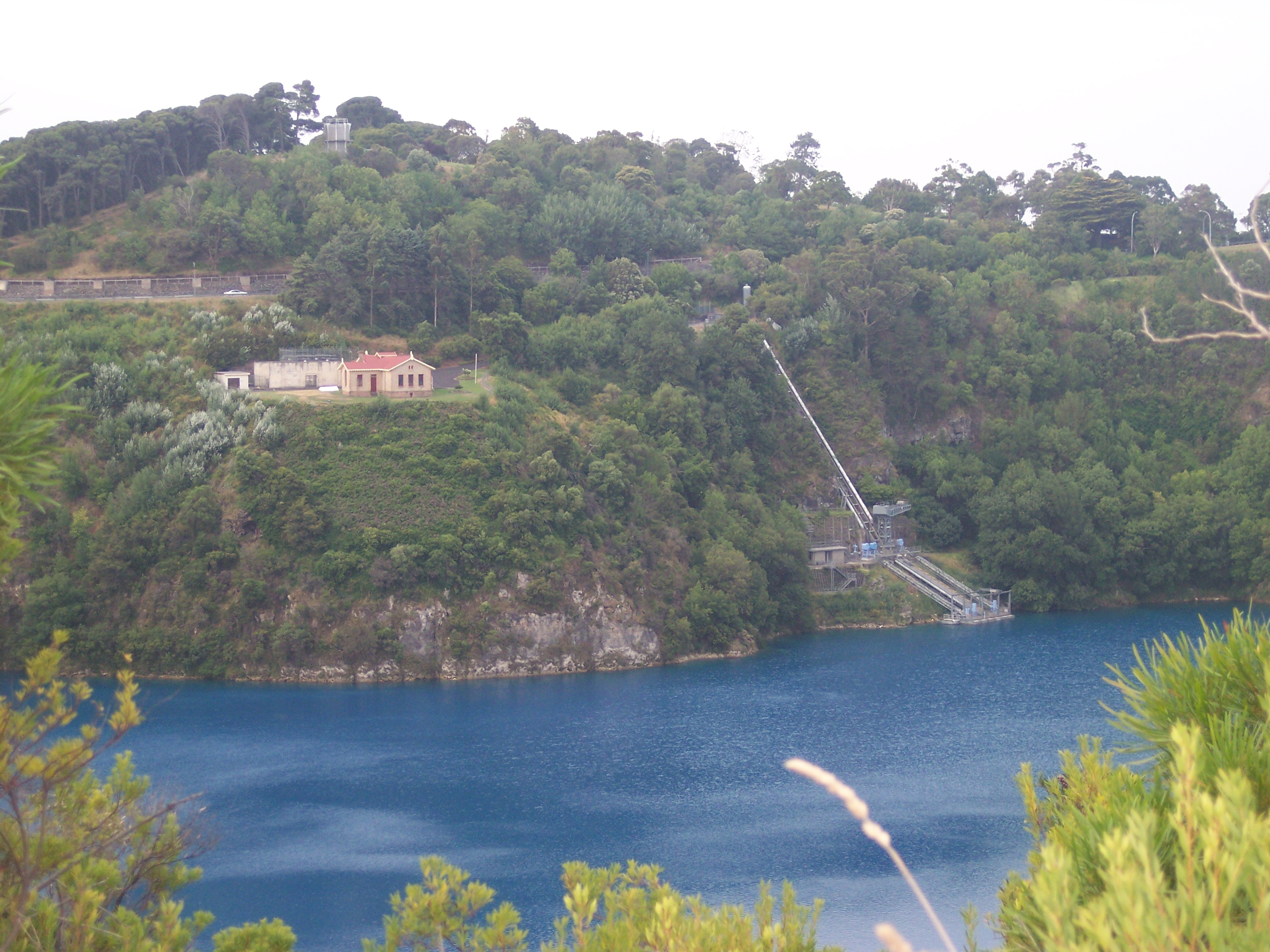
Waterpompstation van Blue Lake

Mount Gambier is een stad in de deelstaat Zuid-Australië op 435 km ten zuidoosten van de deelstaathoofdstad Adelaide, en 420 km ten westen van Melbourne. Het heeft een bevolking van 29.639, waarmee het qua inwonertal de tweede van de deelstaat is.
Mount Gambier ligt op de helling van de gelijknamige vulkaan in de uiterste zuidoosthoek van Zuid-Australië, vlak bij (17 km) de grens met de deelstaat Victoria. Twee van de vier kratermeren zijn nog gevuld met water: Blue Lake en Valley Lake – met name Blue Lake voorziet het stadje van drinkwater.

## Geschiedenis
De eerste Europeaan in dit gebied was luitenant James Grant. In het jaar 1800 rapporteerde hij zijn waarneming van de vulkaankrater, vanaf het landmetingschip "HMS Lady Nelson". Hij vernoemde de vulkaan naar de admiraal van de vloot, Lord James Gambier.
De grond werd toegewezen aan Evelyn Sturt, de jongere broer van ontdekkingsreiziger Charles Sturt. Weldra ontstond er enige nijverheid. Op 22 september 1846 werd het postkantoor geopend, het jaar erna bouwde John Byng het Mount Gambier Hotel en in 1849 arriveerde Dr Edward Wehl om het malen van graan op poten te zetten.
In 1854, het jaar dat als officieel stichtingsjaar wordt gezien, creëerde Hastings Cunningham een nederzetting met de naam "Gambierton", door een terrein van 31 ha te verkavelen. Tussen 1861 en 1878 werd het postkantoor aangeduid met "Gambierton", waarna men terugviel op de naam "Mount Gambier".
In 1863 ontstond er enig plaatselijk bestuur, toen voornoemde Dr Wehl (die intussen een grote molen aan Commercial Road bezat) werd verkozen tot voorzitter van de districtsraad van Mount Gambier. In 1876 werd een soort gemeenteraad (town council) opgericht, waarbij Mr John Watson tot burgemeester werd gekozen.
Op 9 december 1954 werd Mount Gambier bevorderd tot "city". Het is sindsdien een belangrijk centrum van toerisme in de zuidoostelijke hoek van deelstaat Zuid-Australië.

## Geboren
- Pauline Manser (1969), volleyballer, beachvolleyballer en volleybalcoach
- Josip Skoko (1975), voetballer
- Kasey Chambers (1976), countryzangeres

Adelaide (hoofdstad) · Mount Gambier · Murray Bridge · Port Augusta · Port Lincoln · Port Pirie · Whyalla